# NGC 48
NGC 48 este o galaxie spirală barată localizată la aproximativ 79,3 milioane de ani-lumină de Soare, în constelația Andromeda.